# Schladming
Schladming é uma cidade da Áustria, situada no distrito de Liezen (subdistrito de Gröbming), na estado da Estíria. Tem 211,11 km² de área e sua população em 2019 foi estimada em 6.656 habitantes.